# 勝龍寺
勝龍寺（しょうりゅうじ）は、京都府長岡京市勝竜寺にある真言三宝宗の寺院。山号は恵解山。本尊は十一面観音。

## 歴史
当寺は、大同元年（806年）に空海によって創建されたという。寺名は空海が唐の長安で修業した青龍寺から採られたものである。
また、嵯峨天皇の頃に勅願によって観音堂を始めとして99坊が建てられたといわれる。
当寺の元々の寺号は恵解山青龍寺といった。しかし、応和2年（962年）に大干ばつが発生して大飢饉となると、当寺の住職であった千観上人は村上天皇によって7日間の祈祷を命ぜられた。そこで、千観が祈祷を行うと見事に雨が降ってきたという。それにより、龍神に勝ったという意味から「勝龍寺」と寺名を改めたとしている。
ただ、当寺が史料上で確認されるのは鎌倉時代の中頃である。
南北朝時代の暦応2年（1339年）には足利尊氏の命により細川頼春によって当寺の北に勝竜寺城が築かれている。
天正10年（1582年）の山崎の戦いで当寺は焼失したが、その後復興された。
毎月第2日曜日（1月と8月は休み）は、当寺の本山である清荒神清澄寺からやってきた布袋尊のご縁日として、マルシェ・勝龍寺ほてい市が開催されている。

## 境内
- 本堂
- 庫裏
- 修行大師像 - 修行中の空海の像。
- 地蔵群
- 鐘楼 - 現在掛けられている梵鐘は3代目である。寺伝によると初代の梵鐘（大阪府指定有形文化財）は大坂夏の陣の際に持ち去られて転々とし、現在は大阪府豊能郡能勢町の真如寺にある[5]。真如寺の寺伝では能勢頼次が大坂夏の陣より凱旋の際、淀川源八堤に捨てられていた梵鐘を持ち帰り、能勢の布留神社へ奉納し、明治時代になって真如寺に納められたものであるという[6]。
- 清瀧権現社 - 真言宗の守護神である清瀧権現を祀る[3]。
- 勝竜寺区公民館
- 春日神社 - 祭神：天津児屋根尊、姫大神、武甕槌命、斎主命。当寺の鎮守社。神仏習合時代の名残り。承安4年（1174年）に関白九条兼実によって創建されたという。天正10年（1582年）の山崎の戦いで当寺とともに焼失するが、慶長9年（1604年）に再建されたという。江戸時代には勝龍寺の塔頭であった専勝坊と玉林坊により管理されていた[3]。
  - 本殿 - 弘化2年（1845年）頃に再建[3]。
  - 覆屋 - 弘化2年（1845年）頃に再建[3]。
  - 拝殿 - 弘化2年（1845年）頃に再建[3]。
  - 表門

## 文化財

### 重要文化財
- 木造十一面観音立像 - 鎌倉時代の作。京都国立博物館寄託。

### 京都府指定有形文化財
- 木造菩薩立像 - 鎌倉時代の作。

### 京都府暫定登録有形文化財
- 木造神将形立像 阿形 - 鎌倉時代の作。
- 木造神将形立像 吽形 - 鎌倉時代の作。
- 木造十一面観音立像 - 鎌倉時代の作。

### 長岡京市指定有形文化財
- 木造十一面観音立像 - 鎌倉時代の作。
- 木造二天王立像（持国天） - 鎌倉時代の作。
- 木造二天王立像（多聞天） - 鎌倉時代の作。

## 前後の札所
京都洛西観音霊場
13 大悲山観音寺　-　14 勝龍寺　-　15 普陀落山観音寺
ぼけ封じ近畿十楽観音霊場
2 大報恩寺　-　3 勝龍寺　-　4 岩間寺正法寺

## 所在地
- 京都府長岡京市勝竜寺19-25

## アクセス
- JR京都線 長岡京駅より徒歩約17分